# Colgate Hall Of Fame Classic
Le Colgate Hall Of Fame Classic est un ancien tournoi de golf du PGA Tour. Pour sa première édition en 1973, le tournoi s'est disputé sur deux semaines et en 144 trous. Un cut a eu lieu à l'issue des premiers 72 trous, les 70 premiers et ex-equos se voyant le droit de disputer les 72 derniers trous.
Par la suite, le tournoi se déroula sous un format normal.

## Palmarès
| année                             | Vainqueur       | Nationalité |
| --------------------------------- | --------------- | ----------- |
| World Open Golf Championship      |                 |             |
| 1973                              | Miller Barber   | États-Unis  |
| 1974                              | Johnny Miller   | États-Unis  |
| 1975                              | Jack Nicklaus   | États-Unis  |
| 1976                              | Raymond Floyd   | États-Unis  |
| Colgate Hall of Fame Golf Classic |                 |             |
| 1977                              | Hale Irwin      | États-Unis  |
| Colgate Hall Of Fame Classic      |                 |             |
| 1978                              | Tom Watson      | États-Unis  |
| 1979                              | Tom Watson      | États-Unis  |
| Hall of Fame                      |                 |             |
| 1980                              | Phil Hancock    | États-Unis  |
| 1981                              | Morris Hatalsky | États-Unis  |
| 1982                              | Jay Haas        | États-Unis  |